# Bergstjärnen (Klövsjö socken, Jämtland)
Bergstjärnen är en sjö i Bergs kommun i Jämtland och ingår i Ljungans huvudavrinningsområde. Sjön har en area på 0,556 kvadratkilometer och ligger 441 meter över havet.

## Delavrinningsområde
Bergstjärnen ingår i det delavrinningsområde (695430-140571) som SMHI kallar för Inloppet i Lännässjön. Medelhöjden är 478 meter över havet och ytan är 29,36 kvadratkilometer. Räknas de 292 avrinningsområdena uppströms in blir den ackumulerade arean 2 284,28 kvadratkilometer. Avrinningsområdets utflöde Ljungan mynnar i havet. Avrinningsområdet består mestadels av skog (61 procent) och sankmarker (23 procent). Avrinningsområdet har 1,92 kvadratkilometer vattenytor vilket ger det en sjöprocent på 6,5 procent.